# 东华里古建筑群
东华里古建筑群位于中国广东省佛山市禅城区祖庙街道福贤路，2001年被列为第五批全国重点文物保护单位。
东华里原称“杨伍街”，因清初此地主要为杨氏和伍氏聚居而得名，后两族逐渐衰落，于乾隆年间改称现名。东华里嘉庆、道光年间迁入骆氏，清末又迁入招氏，经多次维修改造形成现貌。东华里主路长112米，建筑群占地6700平方米，是广东省保存最完整的珠三角风格民居建筑群。